# Stigmaphyllon nipense
Stigmaphyllon nipense är en tvåhjärtbladig växtart som beskrevs av Brother Alain. Stigmaphyllon nipense ingår i släktet Stigmaphyllon och familjen Malpighiaceae. Inga underarter finns listade i Catalogue of Life.